# Futorî, Zboriv
Futorî (în ucraineană Футори) este un sat în așezarea urbană Zalizți din raionul Zboriv, regiunea Ternopil, Ucraina.

## Demografie
Componența lingvistică a localității Futorî
     Ucraineană (98,78%)
     Alte limbi (0,3%)
Conform recensământului din 2001, majoritatea populației localității Futorî era vorbitoare de ucraineană (98,78%), existând în minoritate și vorbitori de alte limbi.